# Malča
Malča (em cirílico: Малча) é uma vila da Sérvia localizada no município de Pantelej, pertencente ao distrito de Nišava, na região de Ponišavlje. A sua população era de 963 habitantes segundo o censo de 2011.

## Demografia
| 1948 | 1953 | 1961 | 1971 | 1981 | 1991 | 2002 | 2011 |
| ---- | ---- | ---- | ---- | ---- | ---- | ---- | ---- |
| 1692 | 1778 | 1720 | 1408 | 1346 | 1249 | 1202 | 963  |